# Alexandre I da Valáquia
Alexandre I, em romeno, Alexandru I (1397 - 17 de Novembro ou Dezembro de 1436) foi um Príncipe da Valáquia, e membro da dinastia Bassarabe, como filho legítimo de Mircea I e da sua esposa Maria Tolmay. Ele subiu ao trono da Valáquia numa época turbulenta, onde o poder havia sido, até então, alvo de usurpações. Alexandre tomou o trono ao primo, Dan II da Valáquia, que o havia retirado a Radu II, irmão de Alexandre. 
Alexandre mostrou-se suficientemente forte para se manter no trono nos anos que separaram a sua subida ao trono da sua morte, que ocorreu em 1436, possivelmente de doença, visto não haver rumores de assassinato. Com a sua morte o seu meio-irmão Vlad II Dracul.